# Мішель Пастуро
Мішель Пастуро (фр. Michel Pastoureau; нар. 17 червня 1947) — французький професор середньовічної історії та експерт із західної символіки.

## Життєпис
Пастуро народився в Парижі 17 червня 1947 року. Навчався в École Nationale des Chartes, коледжі для майбутніх архівістів та бібліотекарів. Після написання дисертації 1972 року про геральдичні бестіарії в Середньовіччі працював у відділі монет, медалей та старожитностей Bibliothèque nationale de France до 1982 року.
З 1983 року обіймає кафедру історії західного символізму (фр. Chaire d'histoire de la symbolique occidentale) та є директором з досліджень у Практичній школі вищих досліджень Сорбонни. Він є академіком Міжнародної академії геральдики (фр. Académie internationale d'héraldique) та почесним президентом Французького товариства геральдики та сфрагістики (фр. Société française d'héraldique et de sigillographie). Коли 1996 року він здобув почесний докторський ступінь у Лозаннському університеті, його назвали видатним вченим, який зробив радикальний внесок у кілька дисциплін.
Професор Пастуро має багато публікацій, зокрема з історії кольорів, тварин, символів та лицарів Круглого столу. Він також писав про емблеми та геральдику, а ще про сигілографію та нумізматику.

## Праці
- Vert. Histoire d'une couleur. Éditions du Seuil, Париж 2013.
- L'ours. Histoire d'un roi déchu, éditions du Seuil, 2007
- Les chevaliers de la Table ronde, éditions du Gui, 2006,
- Une histoire symbolique du Moyen Âge occidental, Seuil, La librairie du XXIe siècle, Paris, 2004, (Переклад іспанською: Una historia simbólica de la Edad Media Occidental, Буенос-Айрес/Мадрид, Katz editores SA, 2006)
- Traité d'héraldique (Col. Grands manuels Picard). Paris: Picard éditeur, 1st. 1979 (2-е видання, 1993; 3-є, 1997; 4-е, 2003, переглянуте та доповнене; 5-е видання, 2008). 4-е вид. [ ] додано Частину IV під назвою «П'ять років геральдичних досліджень», де зроблено спробу ознайомитися з сучасним станом речей та представлено три тематичні дослідження.
- Bleu: Histoire d'une couleur, éditions du Seuil, 2000
- Les animaux célèbres, Bonneton, 2001
- Les emblèmes de la France, éditions Bonneton, Paris, 1998
- Jésus chez le teinturier: couleurs et teintures dans l'Occident Médiéval, Le Léopard d'or, Paris, 1997,
- Figures de l'héraldique, колекція «Découvertes Gallimard» (№ 284), série Traditions. Éditions Gallimard, 1996,
  - Видання у Великій Британії — Геральдика: її походження та значення, серія «New Horizons». Thames & Hudson, 1997
  - Видання для США — Геральдика: вступ до благородної традиції, серія «Abrams Discoveries». Harry N. Abrams, 1997
- Dictionnaire des couleurs de notre temps, Bonneton, Paris, 1992
- L'étoffe du diable: une histoire des rayures et des tissus rayés, éditions du Seuil, 1991
- La vie quotidienne en France et en Angleterre au temps des chevaliers de la Table ronde, Hachette 1991,
- L' hermine et le Sinople, études d'héraldique médiévale, Le Léopard d'or, Paris, 1982,
- Le Cochon: Histoire d'un cousin mal aimé, збірка «Découvertes Gallimard» (№ 545), série Culture et société, 2009,

### Переклади на англійську мову
- Білий: Історія одного кольору (Princeton, 2022), ISBN 978-0-691-24349-8
- Жовтий: історія одного кольору (Princeton, 2019),
- Червоний: історія одного кольору (Princeton, 2016),
- Зелений: історія одного кольору (Princeton, 2014),
- Ведмідь: Історія занепалого короля (Harvard, 2011),
- Чорний: історія одного кольору (Princeton, 2008),
- Синій: історія одного кольору (Princeton, 2001),
- «Диявольська тканина: історія смуг» (Columbia, 2001)
- Біблія та святі, з Ґастоном Дюше-Сушо (Flammarion, 1994),

## Переклади українською
- Пастуро, Мішель (2025). Жовтий. Історія кольору. Т. 1. Переклад: Пітик (Грицайчук), Катерина. Лабораторія. с. 280. ISBN 9786178362836.
- Пастуро, Мішель (2024). Синій. Історія кольору. Т. 1. Переклад: Жойа, Марина. Лабораторія. с. 216. ISBN 9786178362805.
- Пастуро, Мішель (2020). Кольори наших споминів. Т. 1. Переклад: Рєпа, Андрій. Ніка-Центр,  Видавництво Анетти Антоненко. с. 232. ISBN 9789665217374.